# سیارک ۲۱۹۲۲
سیارک ۲۱۹۲۲ (به انگلیسی: 21922 Mocz، نامگذاری:1999VK49) بیست و یک هزار و نهصد و بیست و دومین سیارک کشف شده‌است که در ۳ نوامبر ۱۹۹۹ کشف شد.
قدر مطلق سیارک برابر ۱۶٫۲ است.